# Traian (Olt)
Traian è un comune della Romania di 3 367 abitanti, ubicato nel distretto di Olt, nella regione storica dell'Oltenia.